# Hugo X Czarny

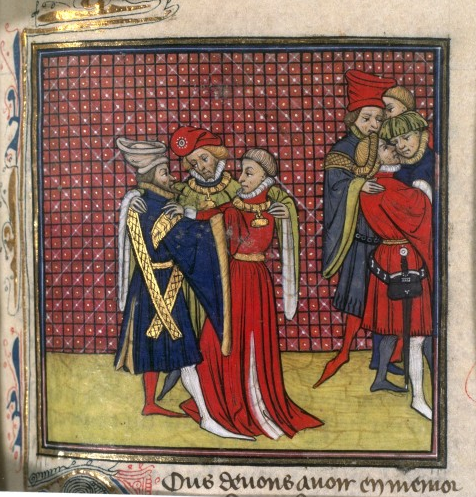
Teobald z Nawarry, Piotr z Bretanii i Hugo z Lusignan

Hugo X Czarny z Lusignan (ur. ok. 1185, zm. 1249 pod Damiettą) – senior Lusignan, hrabia  La Marche (od 1219) i Angoulême (od 1220), syn Hugona IX.
Jeden z przywódców opozycji możnowładczej przeciw rządom regencyjnym królowej Blanki w okresie małoletności jej syna Ludwika Świętego. Potem przywódca buntu przeciw władzy królewskiego brata Alfonsa w Akwitanii, który skończył się klęską i upokorzeniem Hugona w bitwie pod Taillebourgiem, w lipcu 1242 roku. Zmarł w czasie wyprawy krzyżowej do Egiptu, w bitwie pod Damiettą w 1249 roku. Jego małżeństwo z Izabelą pozwoliło rozszerzyć posiadłości rodu o hrabstwo Angoulême, którego była ona ostatnią dziedziczką.

## Życiorys
Po śmierci swego ojca Hugona IX w 1219 roku objął we władanie hrabstwo La Marche. W 1220 roku ożenił się z Izabelą, wdową po Janie bez Ziemi (zm. 1216), córką Aimera Taillefer, hrabiego Angoulême. Uczynił to mimo tego, że w 1214 roku zaręczył się z Joanną, jej córką z pierwszego małżeństwa. Poza tym zanim Izabela wyszła za mąż za Jana, była wcześniej zaręczona z ojcem Hugona. Związek z Izabelą pozwolił mu objąć władzę w Angoulême. W 1224 złożył hołd Ludwikowi VIII, a wkrótce po tym dowodził nieudaną wyprawą króla na Gaskonię. W 1226 roku wziął udział w wyprawie królewskiej na Langwedocję, opuścił jednak armię, po upływie czterdziestu dni obowiązkowej służby, w czasie oblężenia Awinionu.
Po śmierci Ludwika VIII, Hugo znalazł się w obozie możnowładców wrogich królowej-wdowie Blance, sprawującej regencję w imieniu małoletniego Ludwika IX. Opozycjonistami, oprócz Hugona, byli przede wszystkim Piotr Mauclerc hrabia Bretanii, Ryszard z Kornwalii (brat króla Anglii Henryka III) oraz Tybald IV z Szampanii, który jednak wkrótce przeszedł na stronę dworu. W pozyskaniu władcy Anglii pomocny z pewnością był fakt, że żona Hugona była matką Henryka III i Ryszarda z Kornwalii. Buntownicy zgromadzili armię pod Thouars w 1227 roku. Nie doszło jednak do bitwy – zawarto traktat w Vendôme, którego jednym z postanowień było małżeństwo pomiędzy córką Hugona (prawdopodobnie Izabelą) a bratem Ludwika IX Alfonsem z Poitiers. Hugo otrzymał za to, jako rękojmię, L'Aunis i Saint-Jean-d’Angély.
Hugo najpewniej nie brał udziału w próbie odbicia Blance młodego króla, podjętej w tym samym roku pod Montlhéry. Natomiast w walce z kolejną koalicją możnowładców (1228–1231) wspomagał króla. Postanowienia traktatu paryskiego z 1229 roku zerwały zaręczyny córki Hugona z Alfonsem z Poitiers, gdyż ten miał się ożenić z Joanną, spadkobierczynią Rajmunda VIII z Tuluzy. W 1230 roku uzgodniono, że w ramach zadośćuczynienia najstarszy syn Hugona, również o imieniu Hugo, pojmie za żonę siostrę Ludwika IX Izabelę. Do tego mariażu również nie doszło, gdyż młodszy Hugo poślubił Jolantę, córkę Piotra z Bretanii.
Po objęciu w 1241 roku we władanie przepisanych przez ojca Poitou i Owernii Alfons z Poitiers stał się seniorem Hugona X, który niechętnie złożył mu hołd. Hugo nie był zadowolony z nowego układu sił, tym bardziej, że król domagał się oddania miejscowości nadanych w chwili zaręczyn córki Hugona z Alfonsem. Wkrótce Hugo zbuntował się przeciw Alfonsowi. Zdobył poparcie miast Poitou i Langwedocji, zgrupował wokół siebie baronów, w tym Rajmunda VII, cieszył się też poparciem królów Anglii, Niemiec, Aragonii i Kastylii. Zerwał w Boże Narodzenie 1241 roku hołd złożony Alfonsowi, podkreślił ten akt zburzeniem domu, w którym odbył się akt hołdu. Sąd królewski ogłosił konfiskatę lenn Hugona. Przybycie Anglików skończyło się klęską pod Saintes i Taillebourg (lipiec 1242 roku), najdłużej walczył Rajmund VII, poddał się dopiero w październiku 1243 roku. Hugo poddał się po klęsce Henryka III. 26 lipca przybył do obozu królewskiego wraz z żoną i synami i błagał króla o przebaczenie. Ten zgodził się mu wybaczyć, pod warunkiem, że odda wszystko, co zagrabił Alfonsowi oraz trzy zamki jako rękojmię. Musiał też złożyć hołd Ludwikowi z Angoulême i Alfonsowi z  La Marche i Lusignan . Ponadto jedynie swemu otoczeniu oraz królewskiej łasce zawdzięczał życie, gdyż Ludwik uchronił go od pojedynku z jednym z młodych rycerzy, który rzucił Hugonowi rękawicę. Bunt przeciw Alfonsowi kosztował Hugona utratę honoru. Według niektórych przekazów, Izabela, nie mogąc znieść upokorzenia, próbowała otruć obu Kapetyngów – króla i Alfonsa, a gdy to jej się nie udało, próbowała popełnić samobójstwo, również bezskutecznie.
W listopadzie 1246 roku przyłączył się do antypapieskiej ligi baronów francuskich. Członkowie ligi wspólnie wydali manifest, w którym uskarżali się na naruszanie świeckiej jurysdykcji przez sądy kościelne i inne nadużycia. Innocenty IV, który był w trakcie sporu z cesarzem Fryderykiem II, potrzebował poparcia Ludwika IX, który z kolei popierał w części postulaty swych możnych. Spór przyćmiła wyprawa krzyżowa podjęta w 1249 roku przez króla Ludwika IX. Wśród wielu baronów udział w wyprawie wziął także Hugo, który zginął w czasie walk pod Damiettą. Został pochowany w opactwie Valence. Po jego śmierci większość tytułów przejął najstarszy syn Hugo XI Czarny.

## Potomstwo
Z małżeństwa z Izabelą z Angoulême Hugo doczekał się dziewięciorga dzieci:
- Hugo (1221–1250) – senior Lusignan, hrabia  La Marche Angoulême (od 1248).
- Agnieszka (zm. po 1269) – żona Wilhelma II z Chauvigny, seniora Châteauroux i Argenton, syna Wilhelma I z Chauvigny
- Alicja (ur. 1224, zm. po 1256) – żona Jana z Warenne, hrabiego Surrey i Strażnika Szkocji, syna Wilhelma z Warenne
- Gwido (zm. po 1281) – osiadł w Anglii
- Godfryd (zm. przed 1274) – senior Jarnac, Châtellerault, Brulain, Châteauneuf i Sainte-Hermine.
- Wilhelm (zm. 1294/1296) – senior Valence, Montignac, Bellac, Rancon i Champagnac
- Ademar (zm. 1259) – biskup Durham (od 1248), biskup Winchesteru (od 1250)
- Izabela (zm. 1300) – pani Beauvoir-sur-Mer i Marcillac – żona Maurycjusza IV, pana Craon, syna Ademara z Craon i Joanny z Roches; jej drugim mężem był Godfryd VI z Rancon, pan Taillebourg i seneszal Poitou, syn Godfryda V z Rancon
- Małgorzata (zm. 1288) – trzykrotnie wychodziła za mąż, po raz pierwszy za Rajmunda VII hrabiego Tuluzy; po rozwodzie wyszła za Ademara wicehrabiego Thouars; po raz trzeci za Godfryda, pana Châteaubriand

## Wywód genealogiczny[12]
|  |                                        |  |  |  |  |  |  |  |  |  |  |  |  |
|  | Hugo VIII (zm. po 1164), hr. La Marche |  |  |  |  |  |  |  |  |  |  |  |  |
|  |                                        |  |  |  |  |  |  |  |  |  |  |  |  |
|  |                                        |  |  |  |  |  |  |  |  |  |  |  |  |
|  | Hugo (zm. 1169), s. Lusignan           |  |  |  |  |  |  |  |  |  |  |  |  |
|  |                                        |  |  |  |  |  |  |  |  |  |  |  |  |
|  |                                        |  |  |  |  |  |  |  |  |  |  |  |  |
|  | Burgunda z Rancon (zm. przed 1169)     |  |  |  |  |  |  |  |  |  |  |  |  |
|  |                                        |  |  |  |  |  |  |  |  |  |  |  |  |
|  |                                        |  |  |  |  |  |  |  |  |  |  |  |  |
|  | Hugo IX (zm. 1219), hr. La Marche      |  |  |  |  |  |  |  |  |  |  |  |  |
|  |                                        |  |  |  |  |  |  |  |  |  |  |  |  |
|  |                                        |  |  |  |  |  |  |  |  |  |  |  |  |
|  | NN                                     |  |  |  |  |  |  |  |  |  |  |  |  |
|  |                                        |  |  |  |  |  |  |  |  |  |  |  |  |
|  |                                        |  |  |  |  |  |  |  |  |  |  |  |  |
|  | Orengarda (zm. przed 1166)             |  |  |  |  |  |  |  |  |  |  |  |  |
|  |                                        |  |  |  |  |  |  |  |  |  |  |  |  |
|  |                                        |  |  |  |  |  |  |  |  |  |  |  |  |
|  | NN                                     |  |  |  |  |  |  |  |  |  |  |  |  |
|  |                                        |  |  |  |  |  |  |  |  |  |  |  |  |
|  |                                        |  |  |  |  |  |  |  |  |  |  |  |  |
|  | Hugo X Czarny                          |  |  |  |  |  |  |  |  |  |  |  |  |
|  |                                        |  |  |  |  |  |  |  |  |  |  |  |  |
|  |                                        |  |  |  |  |  |  |  |  |  |  |  |  |
|  | NN                                     |  |  |  |  |  |  |  |  |  |  |  |  |
|  |                                        |  |  |  |  |  |  |  |  |  |  |  |  |
|  |                                        |  |  |  |  |  |  |  |  |  |  |  |  |
|  | Piotr, hr. Preuilly                    |  |  |  |  |  |  |  |  |  |  |  |  |
|  |                                        |  |  |  |  |  |  |  |  |  |  |  |  |
|  |                                        |  |  |  |  |  |  |  |  |  |  |  |  |
|  | NN                                     |  |  |  |  |  |  |  |  |  |  |  |  |
|  |                                        |  |  |  |  |  |  |  |  |  |  |  |  |
|  |                                        |  |  |  |  |  |  |  |  |  |  |  |  |
|  | Agata (?)                              |  |  |  |  |  |  |  |  |  |  |  |  |
|  |                                        |  |  |  |  |  |  |  |  |  |  |  |  |
|  |                                        |  |  |  |  |  |  |  |  |  |  |  |  |
|  | NN                                     |  |  |  |  |  |  |  |  |  |  |  |  |
|  |                                        |  |  |  |  |  |  |  |  |  |  |  |  |
|  |                                        |  |  |  |  |  |  |  |  |  |  |  |  |
|  | NN                                     |  |  |  |  |  |  |  |  |  |  |  |  |
|  |                                        |  |  |  |  |  |  |  |  |  |  |  |  |
|  |                                        |  |  |  |  |  |  |  |  |  |  |  |  |
|  | NN                                     |  |  |  |  |  |  |  |  |  |  |  |  |
|  |                                        |  |  |  |  |  |  |  |  |  |  |  |  |
|  |                                        |  |  |  |  |  |  |  |  |  |  |  |  |